# Ghost Rockers (album)
Ghost Rockers is het eerste studioalbum van de Ghost Rockers. 
Het album bevat 10 nummers, waarvan er 9 reeds in verkorte versie te horen waren in het eerste seizoen van de gelijknamige reeks. Het eerste nummer is tevens het intronummer van de eerste twee seizoenen van de gelijknamige reeks. 
Op 8 februari 2015 ontvingen de Ghost Rockers tijdens een reeks optredens in de Petrol te Antwerpen een Gouden Plaat voor hun allereerste album.
Het album stond in 2015 3 weken lang op de eerste plaats in de Ultratop 200 Albums.
De Beat is het tweede studioalbum van de Ghost Rockers.
Het album bevat 11 nummers, waarvan 9 reeds in verkorte versie te horen waren in het tweede seizoen van de gelijknamige reeks. Het eerste nummer is tevens het intronummer van de eerste twee seizoenen van de gelijknamige reeks.
De helden van Ghost Rockers gevan vandaag (28/06) een spetterend optreden tijdens Pennenzakkenrock aan het Zilvermeer in Mol. Op het einde van het concert kregen de Ghost Rockers nog een gouden plaat overhandigd voor hun laatste nieuwe album 'De Beat'!
Voor Altijd? is het derde studioalbum van de Ghost Rockers
Het album bevat 13 nummers, waarvan 9 reeds in verkorte versie te horen waren in het derde seizoen van de gelijknamige reeks. Het nummer Voor Altijd? is tevens het intronummer van het derde en vierde seizoen van de gelijknamige reeks.

## Tracklist
| 1.                 | Ghost Rockers         | 03:16 |
| 2.                 | Help mij              | 02:49 |
| 3.                 | Graffiti              | 03:03 |
| 4.                 | Sabotage              | 03:24 |
| 5.                 | Kom als de nacht valt | 03:48 |
| 6.                 | Alles is stil         | 03:10 |
| 7.                 | Jij was m'n vriend    | 02:22 |
| 8.                 | Wat vliegt de tijd    | 03:00 |
| 9.                 | Belle                 | 03:17 |
| 10.                | Billy                 | 02:52 |
| Totale duur: 31:01 |                       |       |

| 1.                 | De beat                    | 02:39 |
| 2.                 | Hey pas op                 | 02:54 |
| 3.                 | Volg je gevoel             | 02:45 |
| 4.                 | Laat me vrij               | 02:48 |
| 5.                 | In de Kelder van mijn Hart | 02:41 |
| 6.                 | De Stilte van de Storm     | 02:31 |
| 7.                 | De Film van ons Leven      | 02:41 |
| 8.                 | 18 voor Altijd             | 03:23 |
| 9.                 | Diamant                    | 02:56 |
| 10.                | Telescoop                  | 03:02 |
| 11.                | Lente                      | 02:27 |
| Totale duur: 30:47 |                            |       |

| 1.                 | Voor altijd             | 03:52 |
| 2.                 | Vertrouwen              | 02:40 |
| 3.                 | Hé kleine jongen        | 02:33 |
| 4.                 | Vallen en weer opstaan  | 03:12 |
| 5.                 | De puzzel               | 03:56 |
| 6.                 | Meisjes                 | 03:21 |
| 7.                 | Mijn wonderlijke wereld | 03:43 |
| 8.                 | Het is een bende        | 03:03 |
| 9.                 | Een voor allen          | 03:25 |
| 10.                | Luister me af           | 03:14 |
| 11.                | Helena                  | 03:25 |
| 12.                | Alles*                  | 02:52 |
| 13.                | Reddende engel*         | 02:51 |
| Totale duur: 42:07 |                         |       |

## Hitnoteringen

### VlaamseUltratop 200Albums
| Hitnotering: 07-02-2015 t/m 5-08-2017 | Hitnotering: 07-02-2015 t/m 5-08-2017 | Hitnotering: 07-02-2015 t/m 5-08-2017 | Hitnotering: 07-02-2015 t/m 5-08-2017 | Hitnotering: 07-02-2015 t/m 5-08-2017 | Hitnotering: 07-02-2015 t/m 5-08-2017 | Hitnotering: 07-02-2015 t/m 5-08-2017 | Hitnotering: 07-02-2015 t/m 5-08-2017 | Hitnotering: 07-02-2015 t/m 5-08-2017 | Hitnotering: 07-02-2015 t/m 5-08-2017 | Hitnotering: 07-02-2015 t/m 5-08-2017 | Hitnotering: 07-02-2015 t/m 5-08-2017 | Hitnotering: 07-02-2015 t/m 5-08-2017 | Hitnotering: 07-02-2015 t/m 5-08-2017 | Hitnotering: 07-02-2015 t/m 5-08-2017 | Hitnotering: 07-02-2015 t/m 5-08-2017 | Hitnotering: 07-02-2015 t/m 5-08-2017 | Hitnotering: 07-02-2015 t/m 5-08-2017 | Hitnotering: 07-02-2015 t/m 5-08-2017 | Hitnotering: 07-02-2015 t/m 5-08-2017 | Hitnotering: 07-02-2015 t/m 5-08-2017 |
| Week:                                 | 1                                     | 2                                     | 3                                     | 4                                     | 5                                     | 6                                     | 7                                     | 8                                     | 9                                     | 10                                    | 11                                    | 12                                    | 13                                    | 14                                    | 15                                    | 16                                    | 17                                    | 18                                    | 19                                    | 20                                    |
| ------------------------------------- | ------------------------------------- | ------------------------------------- | ------------------------------------- | ------------------------------------- | ------------------------------------- | ------------------------------------- | ------------------------------------- | ------------------------------------- | ------------------------------------- | ------------------------------------- | ------------------------------------- | ------------------------------------- | ------------------------------------- | ------------------------------------- | ------------------------------------- | ------------------------------------- | ------------------------------------- | ------------------------------------- | ------------------------------------- | ------------------------------------- |
| Positie:                              | 4                                     | 1                                     | 1                                     | 1                                     | 2                                     | 3                                     | 7                                     | 11                                    | 12                                    | 18                                    | 15                                    | 16                                    | 24                                    | 27                                    | 27                                    | 22                                    | 31                                    | 40                                    | 53                                    | 68                                    |
| Week:                                 | 21                                    | 22                                    | 23                                    | 24                                    | 25                                    | 26                                    | 27                                    | 28                                    | 29                                    | 30                                    | 31                                    | 32                                    | 33                                    | 34                                    | 35                                    | 36                                    | 37                                    | 38                                    | 39                                    | 40                                    |
| Positie:                              | 39                                    | 49                                    | 55                                    | 45                                    | 44                                    | 37                                    | 47                                    | 38                                    | 47                                    | 49                                    | 157                                   | 127                                   | 73                                    | 77                                    | 93                                    | 103                                   | 105                                   | 66                                    | 63                                    | 61                                    |
| Week:                                 | 41                                    | 42                                    | 43                                    | 44                                    | 45                                    | 46                                    | 47                                    | 48                                    | 49                                    | 50                                    | 51                                    | 52                                    | 53                                    | 54                                    | 55                                    | 56                                    | 57                                    | 58                                    | 59                                    | 60                                    |
| Positie:                              | 73                                    | 74                                    | 93                                    | 28                                    | 38                                    | 57                                    | 47                                    | 66                                    | 76                                    | 110                                   | 103                                   | 75                                    | 82                                    | 85                                    | 106                                   | 125                                   | 77                                    | 87                                    | 53                                    | 39                                    |
| Week:                                 | 61                                    | 62                                    | 63                                    | 64                                    | 65                                    | 66                                    | 67                                    | 68                                    | 69                                    | 70                                    | 71                                    | 72                                    | 73                                    | 74                                    | 75                                    | 76                                    | 77                                    | 78                                    | 79                                    | 80                                    |
| Positie:                              | 76                                    | 68                                    | 72                                    | 87                                    | 74                                    | 82                                    | 96                                    | 66                                    | 72                                    | 85                                    | 104                                   | 122                                   | 105                                   | 84                                    | 92                                    | 98                                    | 72                                    | 56                                    | 69                                    | 81                                    |
| Week:                                 | 81                                    | 82                                    | 83                                    | 84                                    | 85                                    | 86                                    | 87                                    | 88                                    | 89                                    | 90                                    | 91                                    | 92                                    | 93                                    | 94                                    | 95                                    | 96                                    | 97                                    | 98                                    | 99                                    | 100                                   |
| Positie:                              | 51                                    | 37                                    | 54                                    | 67                                    | 89                                    | 76                                    | 98                                    | 91                                    | 159                                   | 99                                    | 130                                   | 72                                    | 91                                    | 88                                    | 53                                    | 79                                    | 90                                    | 118                                   | 68                                    | 44                                    |
| Week:                                 | 101                                   | 102                                   | 103                                   | 104                                   | 105                                   | 106                                   | 107                                   | 108                                   | 109                                   | 110                                   | 111                                   | 112                                   | 113                                   | 114                                   | 115                                   | 116                                   | 117                                   | 118                                   | 119                                   | 120                                   |
| Positie:                              | 37                                    | 57                                    | 63                                    | 79                                    | 81                                    | 166                                   | 88                                    | 108                                   | 132                                   | 188                                   | 160                                   | 156                                   | 117                                   | 111                                   | 151                                   | 169                                   | 145                                   | 148                                   | 181                                   |                                       |